# ハミルトン湾
座標: 北緯54度17分39秒 西経57度53分56秒 / 北緯54.29417度 西経57.89889度

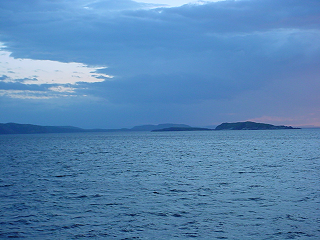
ハミルトン湾（カートライトからハッピーバレー・グースベイに向かうフェリー上からの風景）

ハミルトン湾（ハミルトンわん、英語: Hamilton Inlet）はカナダ東部・ラブラドール半島の東海岸に食い込んだフィヨルド状の湾。大河チャーチル川およびナスコーピ川（Naskaupi River）が注ぎ込むメルヴィル湖が湾の奥にあってつながっており、ともにこの地方最大の河口を形成している。メルヴィル湖もハミルトンの入江の一部とみなされることもある。
ハミルトン湾の長さは140kmで、最奥部に空軍基地の町ハッピーバレー・グースベイ（Happy Valley-Goose Bay）がありラブラドール地方の中心となっている。この町はラブラドル海から遠く、霧の発生が少ないことから基地建設が行われて発展した。湾口にはリゴレット（Rigolet）という共同体があり、狭く深い海峡を形成している。
湾岸のカートライト（Cartwright）やルイスポート（Lewisporte）からハッピーバレー・グースベイへはフェリーが通っている。